# GR5 (televisieserie)
GR5 is een Vlaamse thrillerreeks van productiehuis Zodiak Belgium voor de openbare omroep VRT. De serie werd uitgezonden op Eén vanaf 22 maart 2020.

## Verhaal
De reeks draait om vier twintigers die samen besluiten de GR5 af te wandelen, een ruim 2000 kilometer lange wandelroute van Hoek van Holland naar Nice, ter nagedachtenis van hun vriendin Lisa die vijf jaar eerder op mysterieuze wijze verdween op datzelfde wandelpad. De zware fysieke inspanning en de onderlinge spanningen zullen hun levens voorgoed veranderen.

## Rolverdeling

### Hoofdrollen
| Acteur              | Personage                                                 |
| ------------------- | --------------------------------------------------------- |
| Violet Braeckman    | Zoë Everaert                                              |
| Boris Van Severen   | Michiel Boodts                                            |
| Laurian Callebaut   | Ylena Janssens                                            |
| Saïd Boumazoughe    | Asim Lakdar                                               |
| Indra Cauwels       | Lisa Mahieu, alias Julia Moretti, alias Veronique Garnier |
| Lucas Van den Eynde | Piet Mahieu                                               |
| Viv Van Dingenen    | Karen Mahieu                                              |
| Eric Godon          | Pol Martin                                                |
| Michai Geyzen       | Bart                                                      |
| Emiel Schevenhels   | Storm                                                     |

### Gastrollen
| Acteur               | Personage           |
| -------------------- | ------------------- |
| Erico Salamone       | Bernard Henri Zakar |
| Franz-Xaver Brückner | Markus              |
| Albert Jeunehomme    | boswachter          |
| Jean-Mathias Pondant | herbergier          |
| Hanne Decoutere      | VRT nieuwsanker     |
| Herwig Ilegems       | hotelmanager        |

## Afleveringen
| Nr. | Titel | Regisseur   | Schrijver(s)                     | Datum uitzending | Kijkcijfers                       |
| --- | ----- | ----------- | -------------------------------- | ---------------- | --------------------------------- |
| 1 |       | Jan Matthys | Gert Goovaerts & Lynnsey Peeters | 22 maart 2020    | 1.113.403 (uitgesteld: 1.396.602) |
| Zoë, Ylena en Michiel zien elkaar weer op de herdenkingsplechtigheid voor hun vriendin Lisa, die vijf jaar geleden verdween op haar tocht langs het GR5-wandelpad. Zij besluiten samen de wandelroute over te doen ter nagedachtenis van Lisa. Ook Piet, de vader van Lisa, sluit zich ongevraagd aan bij het groepje wandelaars in een ultieme poging om te achterhalen wat er met zijn dochter gebeurd is. |       |             |                                  |                  |                                   |
| 2 |       | Jan Matthys | Gert Goovaerts & Lynnsey Peeters | 29 maart 2020    | 1.029.266 (uitgesteld: 1.286.773) |
| De groep stapt door Nederland en België, Piet volgt op zijn eigen tempo. Stilaan wordt duidelijk dat iedereen wel iets te verbergen heeft. Zo verzwijgt Ylena dat Asim, de ex-vriend van Lisa en ex-Syriëstrijder, van plan is zich bij de groep aan te sluiten. Asim is bovendien een van de redenen waarom het tussen Lisa en haar vader niet meer boterde. |       |             |                                  |                  |                                   |
| 3 |       | Jan Matthys | Gert Goovaerts & Lynnsey Peeters | 5 april 2020     | 933.003 (uitgesteld: 1.165.248)   |
| Door de komst van Asim valt de groep uit elkaar. Tijdens een overnachting in de gîte van Piets neef in de Ardennen blijkt dat Lisa er ontdekte dat haar vader een affaire gehad heeft. Zoë leert er Markus, een Duitse hiker, kennen. Ze stelt hem voor om een eind met de groep mee te stappen, tot ergernis van Michiel. Asim bekent dat hij op de vlucht is. In Luxemburg vindt de groep een spoor van Lisa. |       |             |                                  |                  |                                   |
| 4 |       | Jan Matthys | Gert Goovaerts & Lynnsey Peeters | 12 april 2020    | 975.468 (uitgesteld: 1.195.751)   |
| Het traject door de troosteloze streek van La Lorraine in Noord-Frankrijk vergt de nodige moed en volharding van de groep om vol te houden. Ondertussen gaat het tussen Piet en Asim van kwaad naar erger. Bart, de man van Ylena, volgt de groep met de mobilhome. Piet ontdekt dat Lisa en Bart elkaar nog gezien hebben tijdens haar tocht. Op de Col du Donon in de Vogezen haalt Asims verleden hem in. |       |             |                                  |                  |                                   |
| 5 |       | Jan Matthys | Gert Goovaerts & Lynnsey Peeters | 19 april 2020    | 966.627 (uitgesteld: 1.177.815)   |
| Ylena kan met de hulp van boswachter Boris Mallard nog net een drama voorkomen, maar de traumatische ervaringen op de Col du Donon lijken een definitief einde te betekenen voor de herdenkingstocht. Piet ontmoet inspecteur Pol Martin op de plek waar hij Lisa voor de laatste keer zag en ze met slaande ruzie vertrok. Asim blijkt de bestuurder te zijn van de rode bestelwagen waar Lisa vlak voor haar verdwijning ingestapt is. |       |             |                                  |                  |                                   |
| 6 |       | Jan Matthys | Gert Goovaerts & Lynnsey Peeters | 26 april 2020    | 983.647 (uitgesteld: 1.223.856)   |
| Piet beschuldigt Asim ervan verantwoordelijk te zijn voor Lisa's verdwijning, maar Asim ontkent. Er duikt een getuige op die een foto genomen heeft van Lisa's rugzak aan de waterval waar ze zelfmoord zou gepleegd hebben, maar ook dat spoor loopt dood. Dan merkt Ylena per toeval Lisa's gsm-hoesje op, dat gevonden werd aan een uitgebrande hut. Daar ontdekken de speurders vingerafdrukken van Lisa die dateren van twee jaar na haar verdwijning. Inspecteur Pol Martin lijkt meer te weten dan hij laat uitschijnen. |       |             |                                  |                  |                                   |
| 7 |       | Jan Matthys | Gert Goovaerts & Lynnsey Peeters | 3 mei 2020       | 1.022.056 (uitgesteld: 1.235.384) |
| Het gezelschap is in Genève, waar destijds Lisa's rugzak werd teruggevonden. Zoë ontvangt er een anonieme brief, afkomstig van iemand bij wie Lisa een tijdje gelogeerd heeft. Maar ook zij kan niet vertellen waar Lisa nu is. Ylena krijgt slecht nieuws: de problemen met haar hersenvlies zijn terug. De groep, uitgebreid met Karen en Pol Martin, vat de zwaarste etappe van de GR5 door de Alpen aan. Onderweg wordt duidelijk dat de haat van Michiel voor Piet dateert uit zijn tijd op het college waar Piet directeur was. En dan loopt het plots grondig mis wanneer Piet zijn evenwicht verliest en Asim bij de reddingspoging in de diepte stort.                                               |       |             |                                  |                  |                                   |
| 8 |       | Jan Matthys | Gert Goovaerts & Lynnsey Peeters | 10 mei 2020      | 1.254.961 (uitgesteld: 1.399.725) |
| Een ultiem spoor leidt de groep naar Beaufort, waar Lisa een tijdlang onder de naam Julia Moretti gewoond en gewerkt heeft, tot ze er bij een watersportongeluk op het Lac de Roselend verdronken is. Na deze ontdekking valt de groep definitief uit elkaar: Asim is dood, Ylena moet een dringende operatie ondergaan en keert met Piet en Karen terug naar België, Michiel trekt naar Italië op zoek naar de leraar die hem destijds misbruikt heeft, en Zoë zet in haar eentje de tocht verder naar Nice. Daar aangekomen ontdekt ze dat Pol Martin hen de hele tijd misleid heeft: Lisa is springlevend en heeft met alles en iedereen gebroken om er als Veronique Garnier een nieuw leven te beginnen. |       |             |                                  |                  |                                   |